# Aviva Chomsky
Aviva Chomsky (Boston, Massachusetts, 20 d'abril de 1957) és una professora universitària, historiadora i activista estatunidenca.
Filla gran dels lingüistes Noam i Carol Chomsky, Aviva Chomsky va obtenir la seva llicenciatura en espanyol i portuguès a la Universitat de Califòrnia a Berkeley el 1982. També va fer un màster en història el 1985 i un doctorat en la mateixa àrea el 1990. Durant la seva trajectòria professional ha exercit com a professora d'Història i coordinadora d'Estudis Llatinoamericans i del Carib a la Salem State University a Massachusetts. També va ensenyar al Bates College, a Maine, i va ser investigadora associada a la Universitat Harvard.
La seva investigació ha girat al voltant de la història del moviment obrer als Estats Units, dels moviments socials, l'organització laboral a les empreses multinacionals i els seus treballadors, i com s'organitza la gent per al canvi social. El 2010 va publicar A History of the Cuban Revolution (Una història de la revolució cubana). La seva primera obra, West Indian Workers and the United Fruit Company in Costa Rica, 1870-1940, publicada l'any 1996, i que va ser objecte d'una revisió publicada a les columnes de The American Historical Review el juny de 1997, està dedicada a la gènesi de la United Fruit Company (UFW) al segle XIX, a través de la història paral·lela de la construcció del ferrocarril a la costa atlàntica de Costa Rica, a partir de 1871, i la creació de plantacions de plàtans a les proximitats immediates. Precisament, Aviva Chomsky es va unir aquest sindicat l'any 1976. Aquesta publicació, que també estudia el naixement d'un sistema socioeconòmic particular entre els treballadors jamaicans d'origen africà vinculats a la construcció del ferrocarril i l'explotació de plantacions de plàtans, va ser premiada amb el Premi al Millor Llibre de 1997, que atorga el New England Council of Latin American Studies, organització de la qual posteriorment va ser membre, encarregada de presidir el comitè de selecció per a l'atorgament del Premi al Millor Llibre.